# Olena Sjarha
Olena Sjarha (Oekraïens: Оле́на Ша́рга) (21 december 1986) is een Oekraïens voormalig wielrenster. Vanaf 2019 tot en met 2021 reed zij voor het Lviv Cycling Team. Ze won diverse medailles op het Oekraïens kampioenschap wielrennen op de weg en in de tijdrit.

## Palmares
2009
 Oekraïens kampioenschap tijdrijden
2013
 Oekraïens kampioenschap tijdrijden
2015
 Oekraïens kampioenschap tijdrijden
2018
 Oekraïens kampioenschap tijdrijden
2019
Grand Prix Velo Alanya
2e in Chabany Race
 Oekraïens kampioenschap op de weg
3e in VR Women (tijdrit)
2020
2e in Grand Prix Belek
2021
2e in Kahramanmaraş Grand Prix
3e in Grand Prix Velo Erciyes